# Історія Нової Ушиці
Історія селища Нової Ушиці:

## У складі Речі Посполитої
Вперше назва селища згадується в середині XV століття. В 1439 році польський шляхтич Сенько одержав королівську грамоту на володіння Літнівцями та сусіднім селом Вербовець. За переказами, назва Літнівці походить від того, що в них знаходилась літня резиденція польських панів.
У першій половині XVI століття село належало Станіславу Одровонжу. Королева Бона домоглася приєднання Літнівець та інших сіл до Барського староства.
У 1702—1703 роках Літнівці отримали привілей користуватися магдебурзьким правом.
У XVIII столітті Літнівці, як королівський маєток, становили окреме староство. В 1748 році вони одержали привілеї Августа ІІІ на право називатись містом. Міське самоуправління було підпорядковане представникам влади Речі Посполитої — королівським намісникам або окремим поміщикам.

## В складі Російської імперії
Після другого поділу Речі Посполитої та приєднання Поділля до Росії в 1793 році царським указом від 6 липня 1795 року було утворено низку повітів, в тому числі Ушицький повіт, до якого ввійшло і Літнівецьке староство.
З 1808 року Літнівецьке староство було віддано в безплатну оренду подільському губернатору Володимиру Івановичу Чевкіну. Дані за 1820 рік свідчать про невеликі розміри міста: в Літнівцях нараховувалось 338 мешканців.
У 1829 році місто було перейменоване на Нову Ушицю. Це було пов'язане з назвою повіту, центром якого було місто Ушиця на Дністрі (нині селище Стара Ушиця).
Після перейменування Літнівець у Нову Ушицю і перенесення сюди повітових «присутствених місць» жителі повітового міста були названі міщанами (сенатський указ від 16 березня 1833 року).
27 січня 1838 в Герольдії був представлений проєкт герба Нової Ушиці (згодом не затверджений). У горішній частині перетятого щита герб Подільський; у долішній — в рожевому полі на зеленій землі покладені навхрест два золотих снопи, над якими — частина срібної будівлі з написом «1826 года» над нею.
У першій половині XIX століття серед орендарів або власників новоушицьких земель відомі польська землевласниця Стадницька, поміщик Луговий та інші. Перед реформою 1861 року поміщик Луговий продав новоушицькі землі міській управі. Всього тоді нараховувалось 2 425 десятин землі, з них орної було близько 1 300 десятин. Більшість міщан брала землю в оренду за контрактом строком на 9—12 років.

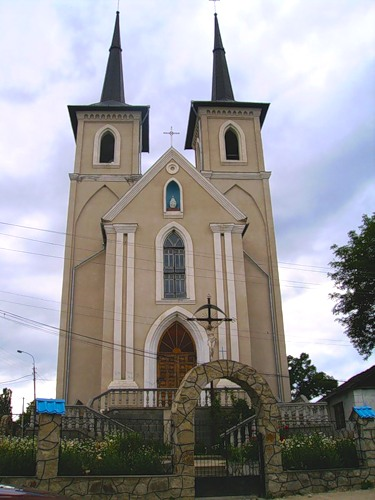
Костел

У 1855 році відкрито приватну лікарню на 15 ліжок. З 1859 по 1861 рік в селищі збудовано церковний собор та римо-католицький костел. У 1869 році відкрито двокласне міське училище. Наступного року в Новій Ушиці обрано міську думу, управу і міського голову. В 1897 році збудовано церковноприходську школу.
Кількість населення Нової Ушиці значно зростає: на 1870 рік тут уже налічується 4 502 мешканців.
Спостерігається розвиток економічних відносин, ріст ремесел і торгівлі, але в цілому розвиток міста відбувався досить повільно. Значна частина населення належала до сільських станів, а основним заняттям міських жителів вважалось землеробство. У Новій Ушиці в 1872 році фігурує свічковий завод, на якому працює один робітник, а розмір річного виробництва становить 350 карбованців.
За переписом 1899 року всього населення в Новій Ушиці рахувалось 6 541 особа, з них міщан 6 248, селян 129, купців 34; всього будинків 739, у тому числі кам'яних — 50, крамниць — 44. Міщани займались головним чином хліборобством, орендуючи землю, деякі з них займались дрібною торгівлею тощо. Кожний четвер відбувались базари, а щороку з 3 до 6 серпня — ярмарки.
1905 року населення дещо зросло і становило 6 970 осіб. Місто Нова Ушиця утворювало окрему самостійну одиницю, до складу якої, окрім власне Нової Ушиці, входило передмістя Філянівка, що мало 136 дворів та населення 705 осіб.
Освіта у місті здійснювалась лише початкова. У 1905 році було три початкових школи, однокласне міське прихідське училище на 80 учнів, Каскадська церковно-прихідська школа на 30 учнів. Крім того, було ще двокласне міське училище, або так звана вища початкова школа з 5-річним строком навчання на 160—180 учнів. Учителів було 10. 7 грудня 1908 року відкрито Новоушицьку ремісничу школу для підготовки спеціалістів ковальсько-слюсарної та столярно-токарної справ. Перший випуск школа дала в 1913 році — 14 осіб. На 1 січня 1914 року було 77 учнів. Початок середній освіті в Новій Ушиці покладено відкриттям у 1915 році гімназії, навчання в якій було платним.
Станом на 1 липня 1910 року в місті було вісім підприємств, на яких працювало 20 робітників — гільзова фабрика, цегельний завод, паровий млин, три водяних млини, два заводи мінеральних вод. Ремісничих закладів — 5, в них працювало 146 осіб. Міський бюджет на 1909 рік становив 23 527 карбованців 68 копійок. З медичних закладів працювали міська амбулаторія, земська лікарня на 20 ліжок (збудована в 1908—1909 роках), одна приватна аптека і три аптекарські магазини.
Землевласниками по Новій Ушиці в 1911 році рахувалися:
- графиня Тишкевич М. Г., яка володіла в повітовому центрі й навколишніх селах 4 259 десятин землі;
- Дурач Р. М. — 548 десятин;
- Вільчевський М. М. — 380 десятин.

Водночас для селян характерним було безземелля і малоземелля: за статистичними даними 1905 року на душу населення в повіті припадало в середньому по 0,71 десятини.
Під час виборів до міської думи у місті нараховувалось 229 обивателів, які користувались виборчим правом (1910 рік), гласних обирали 18.

## Боротьба за Державність, радянська влада

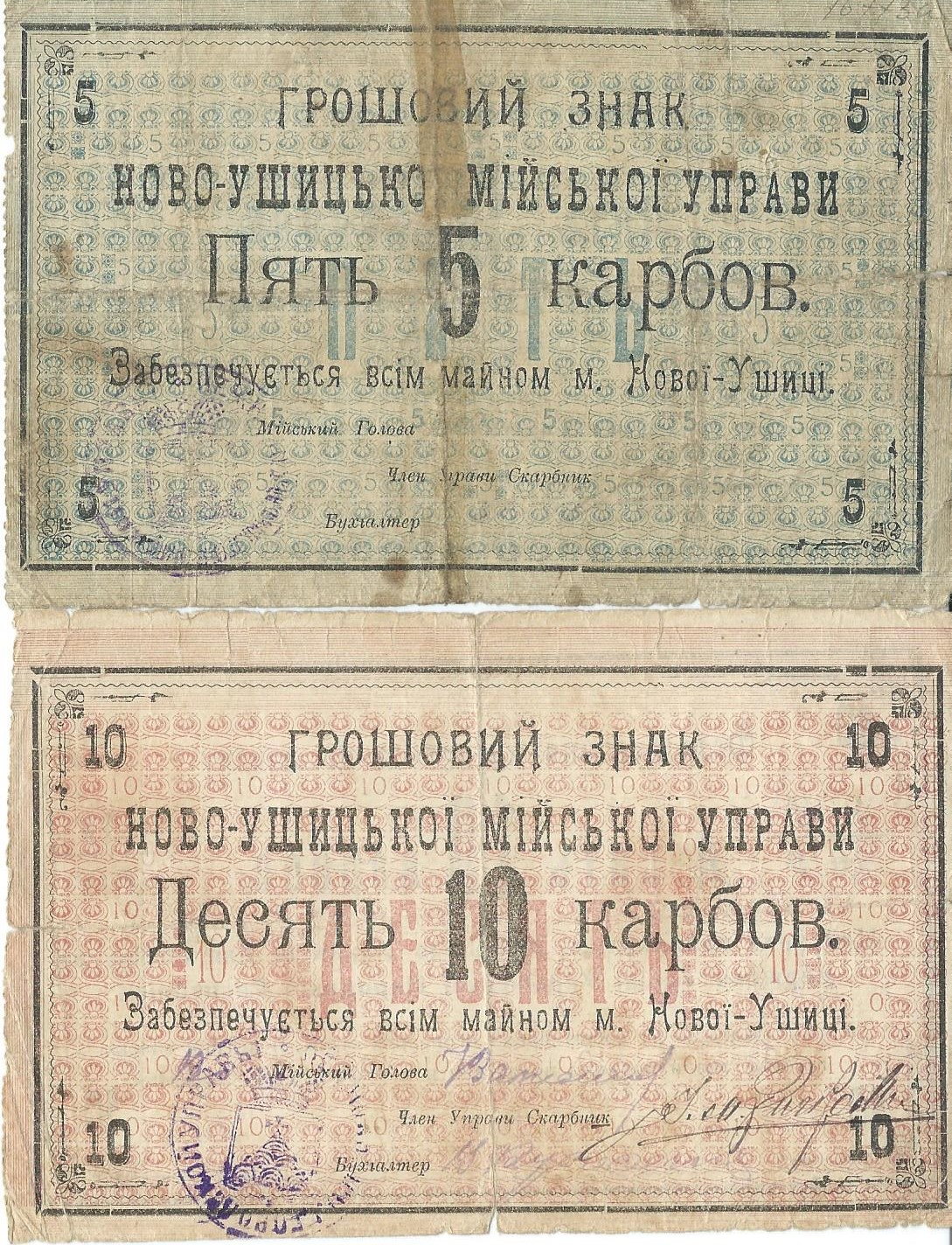
Грошові одиниці Нової Ушиці часів Української Народної республіки. 1919 рік.

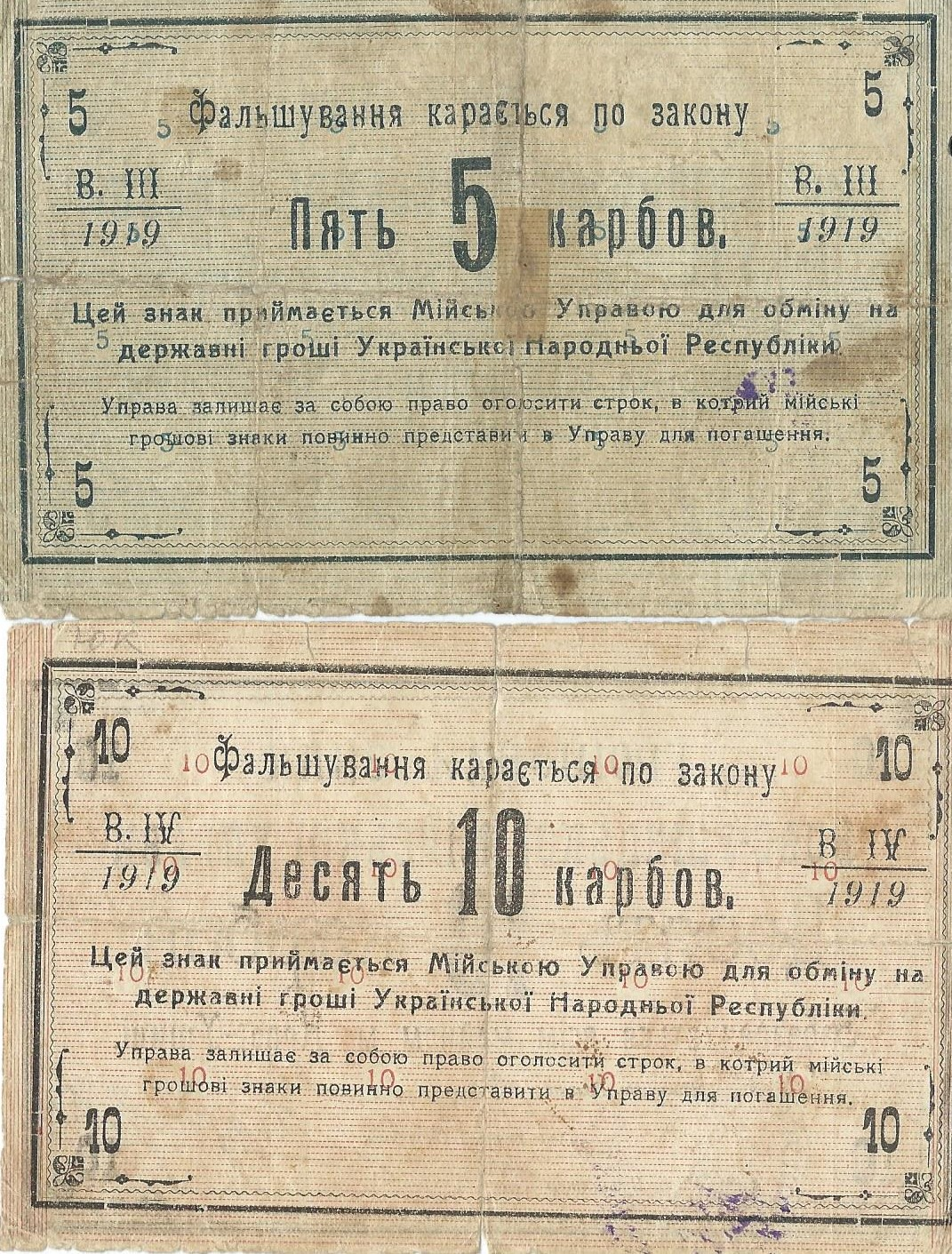
Грошові одиниці Нової Ушиці часів Української Народної республіки. 1919 рік.

В перший день революції, 27 лютого 1917 року ЦК РСДРП(б) звернувся з маніфестом «До всіх громадян Росії», в якому закликав до створення на місцях органів народної та революційної влади — Рад робітничих, солдатських і селянських депутатів. Вже в березні 1917 року в Новій Ушиці було створено Раду солдатських депутатів, яка пізніше об'єдналася з Радою солдатських депутатів місцевого гарнізону.
У 1918 році в містечку відбувся єврейський погром.
Восени 1919 року начальником залоги Нової Ушиці був полковник Армії УНР Шулай Михайло Мусійович.
В період Визвольних змагань комісаром Нової Ушиці був Лазаренко Омелян Карпович  від УНР.  Почався наступ, що вибив був більшовиків з України; комісара міста Лазаренка вбили.
У 1921 році вийшов перший номер газети «Серп і Молот». Цього ж року було відкрито філію Харківського акціонерного товариства «Село-книга».
У 1922 році в селищі споруджено електростанцію. У 1923 році утворено Новоушицький район. На початок 1922—1923 навчального року в місті працювало 5 шкіл, з них дві семирічки. 1 жовтня 1922 року розіслано циркуляр про відновлення роботи в повіті по ліквідації неписьменності, створення волосних та сільських комісій лікнепу.
В 1924 році Нова Ушиця отримує статус селища міського типу.
В 1929 році на базі колишньої профтехшколи утворився Новоушицький технікум механізації сільського господарства. Уже в 1932 році проведено перший випуск техніків-механіків.
В 1929 році в районі починається масова колективізація. В 1930 році утворився Новоушицький колгосп імені ІІІ Інтернаціоналу — 109 господарств з кількістю 205 працездатних. Того ж року створено Новоушицьку МТС.
У 1932—1939 роках у містечку діяв аматорський їдишомовний драмгурток, який мало не щотижня показував вистави. Театр став популярним і збирав сотні глядачів з Нової Ушиці та околиць. Після закриття у 1933 році останньої синагоги цей театр був єдиним закладом, де публічно звучав їдиш.
В 1937 році в Новій Ушиці розпочато будівництво двоповерхової нової школи із середньою освітою.

### Німецько-радянська війна
З 14 липня 1941 року по 27 березня 1944 року Нова Ушиця перебувала під німецькою окупацією. За період окупації в селищі окупантами повішено 1 людину, розстріляно 2 018 осіб, насильно забрано в Німеччину 16 людей, спалено дві хати, зруйновано більшість будинків.
В боях за Нову Ушицю наступаючі зі сходу частини генерал-майора Дрьоміна, підполковника Шевченка втратили загиблими й пораненими понад 100 воїнів. Усі вони поховані в братській могилі в Новій Ушиці, над якою поставлено мармуровий пам'ятник Слави. Тут поховано двох офіцерів та 138 сержантів і солдатів. Всього загинуло на фронтах німецько-радянської війни 500 воїнів з Нової Ушиці, імена яких увічнено на пам'ятних плитах у сквері бойової слави.
В урочищі «Трихів ліс» є шість могил на місці масового розстрілу єврейського населення у серпні-жовтні 1942 року. Всього розстріляно 2 655 осіб.

### Повоєнні роки
В післявоєнний період, починаючи з 1955—1960 років, у райцентрі немало зроблено в справі будівництва житлового фонду та громадських будівель; збудовано приміщення райунівермагу, продовольчого магазину, будинок райспоживспілки, нової чайної, двоповерховий будинок технікуму механізації сільського господарства, кілька комунальних житлових будинків на 60—70 квартир, двоповерховий будинок лікарні. Розпочато будівництво адміністративного чотириповерхового будинку райкому партії та райвиконкому, кінотеатру на 600 місць, Будинку культури колгоспника на 700 місць, готелю на 50 місць, будинку кафе-ресторану. Значно проводиться в ці роки індивідуальне будівництво власних будинків робітників та службовців Нової Ушиці — збудовано понад 100 одноквартирних будинків, появилось кілька нових вулиць у селищі.
В 1959 році в Новій Ушиці засновано міжколгоспну будівельну організацію, яка мала такі цехи: лісопильний, столярний, полігон залізобетонних конструкцій, а з 1964 року введено в дію цегельний завод. На початку 1965 року утворено Новоушицьке районне об'єднання «Сільгосптехніка».
Створено нові виробничі бази автопідприємства, ремонтно-транспортного підприємства та райсільгоспхімії агробуду та райшляхдільниці, заготконтори й газового управління, комбікормового заводу та хлібокомбінату, району електромереж та райвузла зв'язку, молочного цеху молокозаводу та лісомеліоративної станції, споруджено нові приміщення технікуму механізації сільського господарства, середніх шкіл № 1 та № 2, комплекс дитячого садка, стадіон та багато інших закладів.
В 1986 році в Новій Ушиці збудовано нове 4-х поверхове приміщення районної лікарні на 240 ліжок, де розмістились приймальний покій, швидка допомога, дитяче, хірургічне, гінекологічне, пологове відділення. Крім цього є терапевтичне відділення, неврологічне, інфекційне, стоматологічне, двох поверхове приміщення районної поліклініки, приміщення міжрайтубдиспансера.

## Роки незалежної України
В 1992 році відкрито історико-краєзнавчий музей.
В 1996 році розпочато газифікацію селища природним газом.